# Homme à tout faire
 (décembre 2016).
Le terme homme à tout faire ou femme à tout faire désigne un ouvrier compétent dans le domaine de l'habitation : le bricolage, la décoration et le travail de maintenance. C'est donc un synonyme de factotum ou de Michel Morin.

## Description
Le terme désigne souvent quelqu'un qui est payé pour rendre des services divers chez un particulier. Les tâches pour lesquelles un homme à tout faire est employé peuvent être aussi simples qu'une réparation d'évier, ou aussi complexes que la remodélisation d'une salle de bains. Quelques-uns sont plus habiles que d'autres et exécutent plus que des réparations juste générales. Un bon homme à tout faire est habile, adroit, a le sens pratique et est compétent. Quelques bricoleurs sont déclarés et assurés. Certains ne le sont pas.
Il y a différentes lois pour des juridictions différentes et l'assurance n'est pas toujours exigée (aux États-Unis). Pour des raisons de sécurité, la plupart des juridictions refusent aux bricoleurs de travailler sur la plomberie, (ils peuvent entreprendre des travaux mineurs comme le remplacement de robinets, l'installation de nouveaux lavabos ou machines à laver, etc.) la télégraphie électrique ou la manipulation d'appareils à gaz sans avoir obtenu une licence dans le commerce applicable. Tandis que beaucoup d'hommes à tout faire peuvent être trouvés par les méthodes traditionnelles (une référence, un moteur de recherche, l'annuaire du téléphone, le journal, etc.), certains sont loués pour un travail à la journée sur les stationnements (parkings) de quincailleries locales (aux États-Unis). Puisque l'on donne souvent accès aux bricoleurs à l'intérieur, la fiabilité de l'ouvrier est un sujet de crainte pour les entreprises qui les embauchent.